# 36e Assemblée générale de l'Île-du-Prince-Édouard
La 36e Assemblée générale de l'Île-du-Prince-Édouard fut en séance du 2 février 1908 au 5 décembre 1911. Le parti libéral dirigé par Francis Longworth Haszard forma le gouvernement. Après que Haszard accepta une position à la Cour suprême de la province, Herbert James Palmer devint chef libéral et Premier ministre en mai 1911 ; quand il se présenta pour réélection au 15 novembre 1911, il fut défait et les libéraux perdirent leur majorité, qui força une élection provinciale.
Matthew Smith fut élu président.
Il y eut trois sessions à la 36e Assemblée générale :
| Session | Début           | Fin           |
| ------- | --------------- | ------------- |
| 1re     | 2 février 1908  | 22 mars 1908  |
| 2e      | 15 février 1910 | 8 avril 1910  |
| 3e      | 7 mars 1911     | 26 avril 1910 |

## Membres

### Kings
| Circonscription | Membre de l'assemblée | Membre de l'assemblée    | Parti        | Conseiller | Conseiller               | Parti        |
| --------------- | --------------------- | ------------------------ | ------------ | ---------- | ------------------------ | ------------ |
| 1er Kings       |                       | John McLean              | Conservateur |            | Lauchlin MacDonald       | Libéral      |
| 2e Kings        |                       | Robert N. Cox            | Libéral      |            | James McInnis            | Libéral      |
| 3e Kings        |                       | Walter Morson            | Conservateur |            | John Alexander Macdonald | Conservateur |
| 4e Kings        |                       | Albert Prowse            | Conservateur |            | Murdock MacKinnon        | Conservateur |
| 5e Kings        |                       | Archibald John Macdonald | Conservateur |            | John Alexander Mathieson | Conservateur |

### Prince
| Circonscription | Membre de l'assemblée | Membre de l'assemblée  | Parti        | Conseiller | Conseiller                            | Parti                |
| --------------- | --------------------- | ---------------------- | ------------ | ---------- | ------------------------------------- | -------------------- |
| 1er Prince      |                       | Benjamin Gallant       | Libéral      |            | John Agnew                            | Libéral              |
| 2e Prince       |                       | John Richards          | Libéral      |            | Alfred McWilliams                     | Libéral              |
| 3e Prince       |                       | Aubin-Edmond Arsenault | Conservateur |            | Hector D. Dobie                       | Conservateur         |
| 4e Prince       |                       | James Kennedy          | Conservateur |            | Joseph Read Michael C. Delaney (1909) | Libéral Conservateur |
| 5e Prince       |                       | James A. MacNeill      | Conservateur |            | J. Edward Wyatt                       | Conservateur         |

### Queens
| Circonscription | Membre de l'assemblée | Membre de l'assemblée                       | Parti                | Conseiller | Conseiller                                          | Parti                |
| --------------- | --------------------- | ------------------------------------------- | -------------------- | ---------- | --------------------------------------------------- | -------------------- |
| 1er Queens      |                       | Matthew Smith Cyrus W. Crosby (1909)        | Libéral              |            | Murdock Kennedy                                     | Conservateur         |
| 2e Queens       |                       | William Laird George W. McPhee (1911)       | Libéral              |            | John McMillan                                       | Libéral              |
| 3e Queens       |                       | Herbert James Palmer George F. Dewar (1911) | Libéral Conservateur |            | James Cummiskey                                     | Libéral              |
| 4e Queens       |                       | David P. Irving                             | Libéral              |            | Francis Longworth Haszard Alexander Macphail (1911) | Libéral Conservateur |
| 5e Queens       |                       | James Warburton                             | Libéral              |            | George E. Hughes                                    | Libéral              |